# Plebiscito nacional chileno de 2023

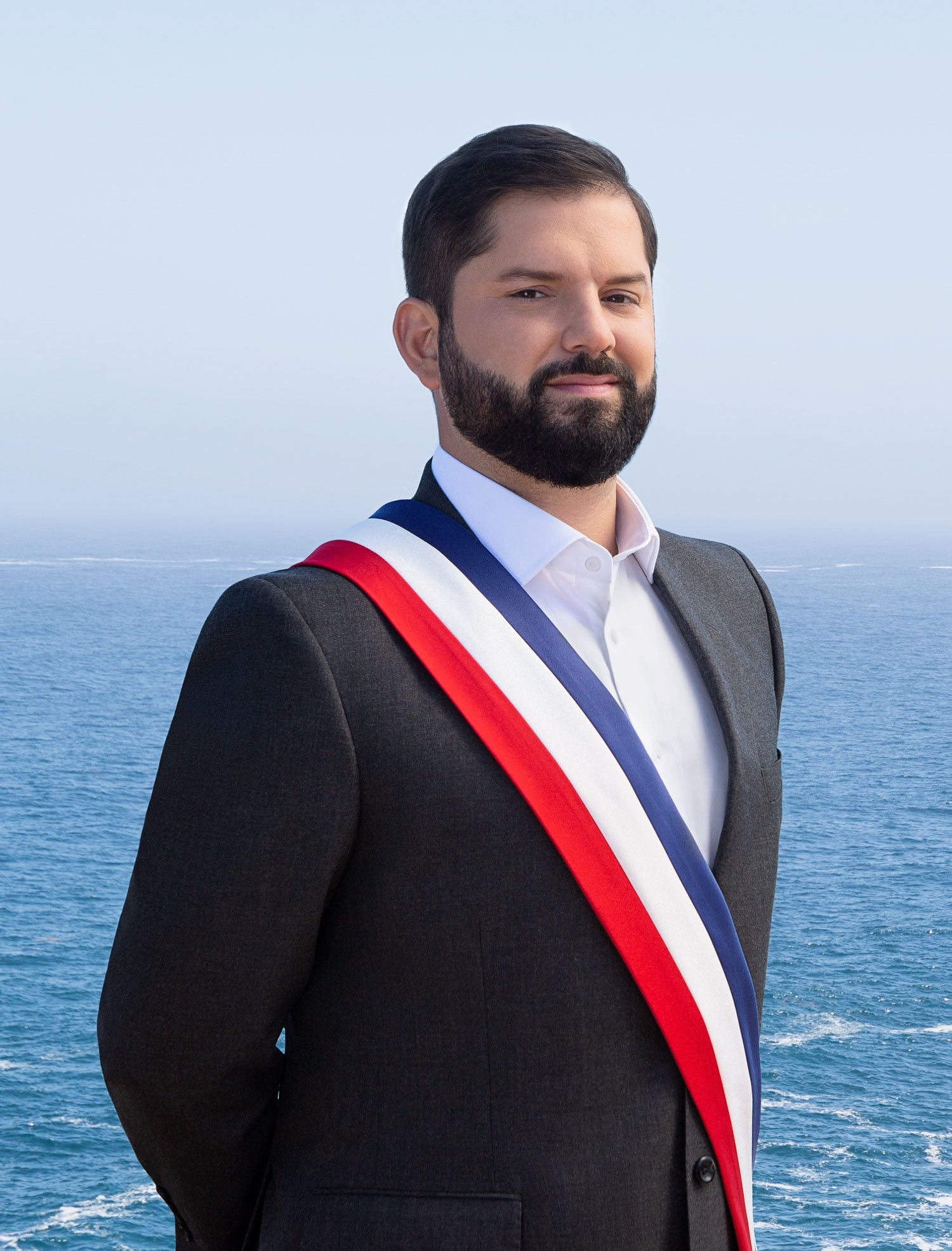
Gabriel Boric, atual Presidente do Chile

O plebiscito nacional chileno de 2023 está programado para ser realizado em 17 de dezembro de 2023, para determinar se o público concordou com uma nova constituição política elaborada pelo Conselho Constitucional.

## Contexto
Em 4 de setembro de 2022, um plebiscito nacional conhecido como "plebiscito de saída" foi realizado para determinar se os eleitores concordavam com a nova Constituição Política da República redigida pela Convenção Constitucional no início daquele ano. A proposta de constituição, que enfrentou "intensas críticas de que era muito longa, muito esquerdista e muito radical", foi rejeitada por uma margem de 62% a 38%. Foi considerada uma das constituições mais progressistas do mundo, mas muitos eleitores a consideraram muito polarizadora e as controvérsias atolaram o processo. Portanto, a atual Constituição de 1980 continuou em vigor.

## Elaboração da constituição
A nova constituição será redigida por 24 especialistas e 50 conselheiros constitucionais eleitos por voto direto.